# Union spéléologique de l'agglomération nancéienne
À l'origine Union spéléologique autonome de Nancy, l'Union spéléologique de l'agglomération nancéienne (ou USAN) est une association nancéienne à but non lucratif œuvrant dans le domaine de la spéléologie et du canyonisme fondée en 1961 qui a notamment réalisé, en collaboration avec l'Association spéléologique de Haute-Marne, le premier catalogue des cavités de Meurthe-et-Moselle en 1966 et inventé le Spéléodrome de Nancy en 1991.
Détentrice de l'agrément Jeunesse, sports et loisirs en mai 1981, l'USAN obtient l'agrément de jeunesse et d'éducation populaire en août 2023 sous le numéro 2023-JEP-54-001.

## Histoire
L'Union spéléologique autonome de Nancy est née de la volonté de huit jeunes spéléologues nancéiens (Christian Barbier (°1944 - †1988), Claude Chapuis, Marc Durand, Jean Jacobey, Daniel Lehmuller (°1944 - †2011), Daniel (?) Ploquin, Daniel Prévot (°1940 - †2016) et Pierre Schmidt) qui se regroupèrent afin de créer un unique club de spéléologie sur Nancy et dont le but était de rassembler les personnes de la région nancéienne intéressées par le monde souterrain.
Fondé lors de son assemblée générale constitutive du 19 novembre 1961, le club a été déclaré officiellement au Journal officiel du 7 janvier 1962 (page 208) avec pour but de « grouper les personnes s'intéressant à l'exploration et à l'étude des cavités souterraines ». Comme les huit fondateurs étaient alors tous mineurs ou presque, la première présidence fut confiée à Bruno Condé (°1920 - †2004),, professeur de biologie à la Faculté des sciences de Nancy et spécialiste des campodés, insecte cavernicole fréquemment rencontré dans les mines de fer de la région nancéienne. L'USAN a alors une orientation scientifique marquée et son siège social est fixé à la Faculté des sciences de Nancy (située alors 30 rue Sainte-Catherine) devenue depuis le Muséum-aquarium de Nancy.
Cette genèse explique le choix de l'expression « Union Spéléologique » et la présence de « Nancy » dans le nom du club. Le terme « Autonome » avait pour objectif de montrer l'indépendance de ce nouveau club vis-à-vis des associations dont étaient issus ses fondateurs (Éclaireurs de France, Groupe spéléo-préhistorique vosgien, Club alpin français, Association sportive et culturelle du Haut-du-Lièvre et de Gentilly, École nationale supérieure de géologie).
La première sortie de terrain a lieu le 10 décembre 1961 dans le puits de Clairlieu (galerie de Hardeval, appelée depuis 1991 le Spéléodrome de Nancy).
Le logo du club, dessiné en 1962, est constitué d'un octogone dont chaque côté représente un des 8 membres fondateurs et à l'intérieur duquel figurent un casque de mineur pour symboliser la spéléologie et deux anneaux olympiques pour symboliser l'engagement physique et l'esprit d'équipe.
Sous l'impulsion de l'USAN, dont les statuts proposent une organisation en sections « fédérées », la Fédération régionale de spéléologie (Férés) est fondée le 30 janvier 1963 à Nancy sous l'égide d'André Cronel (°1923 - †1995).
Condé est président jusqu'en 1970, année où Daniel Lehmuller devient président ; le siège social est alors déménagé au 40 rue Jean-Lamour, puis ultérieurement au 40 rue Jean-Mermoz.
Après des débuts florissants, l'USAN connaît un déclin jusqu'en 1980 où Daniel Prévot en prend la direction avec une petite équipe dissidente du Club nancéien de spéléologie - Groupe des amis des gouffres (C.N.S.-GAG), club fondé en 1972 à Nancy par Daniel Prévot à la suite de sa dissidence du Cercle lorrain de recherches spéléologiques (C.L.R.S.), club fondé en 1968 par des dissidents de l'USAN dont faisait alors partie Daniel Prévot. Le siège social est fixé à celui de la Ligue spéléologique lorraine, à la Cité des sports de Nancy-Thermal. Le projet Grand Nancy Thermal oblige l'USAN a déménagé ; le nouveau siège social est fixé au Poney-club de Nancy au 56 rue du Haut-de-Chèvre en 2018.
L'expression « Autonome de Nancy » est changée en « Agglomération Nancéienne » lors de l'assemblée générale du 11 janvier 1986.
Le club reprend rapidement de l'ampleur pour devenir, à la fin des années 1980 le premier club fédéral par son effectif licencié,,,,,,,,,.
En juin 2007, l'Association de spéléologie et de plein air (ASPA), présidée par Dominique Duchamp, décide de sa dissolution au profit de l'USAN. Un mois plus tard elle est suivie par le Groupe spéléologique Lillebonne (G.S.L.). Dissout officiellement en mars 2020, les derniers membres du Cercle lorrain de recherches spéléologiques (C.L.R.S.) rejoignent l'USAN dès 2017.
Les membres du club s'appellent des Usanien(ne)s.

## L'association
L'USAN « a pour but de grouper les personnes de la région de Nancy s'intéressant à l'exploration, la visite, l'étude et la protection du milieu souterrain, naturel, artificiel ou anthropique et de leur faune, et des canyons ». Elle « se compose de membres actifs [qui] sont les pratiquants affiliés à la F.F.S., [de] membres stagiaires [qui] sont les pratiquants non affiliés à la F.F.S., [de] membres associés [qui] sont les conjoints et descendants des membres actifs ou stagiaires, qui ne sont pas déjà des membres pratiquants, de membres honoraires [qui] sont les personnes sympathisantes de l’association et licenciées à la F.F.S. dans un autre club ou les personnes apportant leur concours lors d’organisation de manifestations ou les personnes souhaitant accéder aux infrastructures sportives (gymnase, piscine...) via l'USAN et étant licenciées par ailleurs (F.F.S., F.F.M.E., F.F.C.A.M., F.F.E.S.S.M., F.S.G.T., etc.) et de membres d’honneur [qui] sont les personnes ayant rendu d'importants service à l’association [et] sont nommés en tant que tels par l'assemblée générale et dispensés de toute cotisation ».
Chaque année l'assemblée générale annuelle élit un conseil d'administration de 12 membres ; celui-ci propose alors un président à l'A.G. qui doit alors l'élire. Un bureau composé d'un trésorier et d'un secrétaire est constitué au sein du conseil d'administration.
Agréée le 2 mai 1981 par le ministère de la Jeunesse et des sports sous le numéro 54S433, l'USAN est également conventionnée avec l'Agence nationale des chèques-vacances et la caisse d'allocation familiale de Meurthe-et-Moselle pour des facilités de paiement lors de la prise de la licence. Depuis 2001 elle est conventionnée avec l'inspection académique de Meurthe-et-Moselle pour l'organisation d'activités de découverte du milieu souterrain avec des enfants d'écoles primaires.

### Ses activités
Au sein du club toutes les activités sportives, scientifiques, culturelles et artistiques, promotionnelles et éducatives, de protection et de secours liées de près ou de loin à la spéléologie sont pratiquées sous la direction de cadres du club dont les compétences sont reconnues soit par un diplôme fédéral, soit par une longue expérience. La pratique se fait à l'intérieur de quatre domaines principaux :
- spéléologie traditionnelle d'exploration et de visite en grottes et gouffres,
- plongée souterraine,
- spéléologie en milieux anthropiques comme les souterrains, mines, sapes et carrières souterraines,
- spéléologie à ciel ouvert[23], appelée aujourd'hui canyonisme,
- et selon l'opportunité, spéléologie exceptionnelle sous-glaciaire, volcanique, etc.

Afin de pouvoir prospecter et réaliser des explorations dans tous les milieux, les membres pratiquent la via ferrata, l'escalade, la montagne, le ski, la randonnée pédestre, la natation, la plongée sous-marine, le camping… et toute autre activité reconnue par la Fédération française de spéléologie. Dans cette optique, des entraînements hebdomadaires ont également lieu à Nancy, sur un mur d’escalade au gymnase Provençal et à la piscine Alfred-Nakache en dehors des vacances scolaires.

Logotype du club destiné aux supports promotionnels.

Le club organise également des formations techniques ou des cours thématiques. Plusieurs camps sont organisés chaque année durant les vacances scolaires. De plus, le club participe ou organise des expéditions à l'étranger pour lesquelles un logo spécifique a été créé.
Afin de promouvoir la spéléologie et le canyonisme le club organise toute l'année des visites de sites ou des expositions pour des centres d'accueil de mineurs, des établissements scolaires, des M.J.C., des centres éducatifs, des associations diverses, des CE, etc. Il participe également chaque année à des manifestations de promotion du sport ou de la nature dont :
- le 1er dimanche de mai une présentation du club et des initiations aux Techniques spéléologiques de progression sur corde (T.S.P.C.) lors de la Fête des collines organisée par l'association du quartier des 4B au parc de la Cure d'air de Saint-Antoine à Nancy ;
- la 3e semaine de mai des conférences et une journée de découverte du Spéléodrome de Nancy dans le cadre des manifestations organisées pour la Fête de la Nature par la ville de Villers-lès-Nancy ;
- la 3e semaine de juin une présentation du club et des initiations aux T.S.P.C. lors de l'opération « Bouge ! » organisée par la ville de Nancy dans le parc de la Pépinière ;
- fin août une présentation du club et des initiations aux T.S.P.C. lors de la Fête des vendanges organisée par le comité des fêtes de Villers-lès-Nancy dans le parc du château Madame de Graffigny ;
- le 3e dimanche de septembre une Journée du patrimoine souterrain correspondant aux Journées européennes du patrimoine et consistant en une porte-ouverte sur le Spéléodrome de Nancy ;
- le 1er dimanche d'octobre une Journée Spéléo pour tous correspondant aux Journées nationales de la spéléologie et du canyonisme[24] et consistant en des visites des grottes de Pierre-la-Treiche.

Dans le cadre de ses activités de secours et prévention, le club participe aux exercices et travaux de prévention organisés par la section du Spéléo-secours du Comité départemental spéléologique de Meurthe-et-Moselle ou par la Ligue spéléologique lorraine.
En termes d'activités de protection du milieu souterrain, le club participe à la journée nationale « Nettoyage printanier », effectue l'entretien des sites locaux historiquement liés à l'USAN (grottes de Pierre-la-Treiche, Spéléodrome de Nancy) et contribue à l'inventaire du patrimoine minier avec sa section spécifique.
Enfin, le dernier mercredi de chaque mois les membres du club se réunissent au siège du club afin d'établir le compte rendu des activités passées, discuter du programme à venir, recevoir des informations administratives diverses, regarder des projections, etc.

### Ses publications
Dès le début les membres de l'USAN ont ressenti le besoin de publier des comptes rendus de leurs sorties de terrain et de leurs découvertes. L'USAN a donc une vieille tradition de publication.

#### Séries

##### Travaux et recherches spéléologiques (1962-1966)
Ce bulletin est apparu en 1962 et se compose de 3 tomes réalisés sur des feuilles de format non conventionnel (21,2 cm * 26,9 cm) et sous forme dos carré collé. La couverture comporte une photographie pour les 2 premiers tomes dans lesquels on trouve des récits de travaux du club.
- tome I (1962) :
  - 1re édition : composé de 29 feuilles non paginées, dont 3 vierges, écrites uniquement au recto, c’est la première publication du club. Elle relate les activités depuis la fondation du club jusqu’à la fin de l’année 1962. Cette édition n’a pas encore de titre.
  - 2e édition : composé de 27 feuilles paginées, dont 2 vierges, avec le titre complet. L’éditorial est différent de celui de la première édition, les « articles » sont dans un ordre différent et deux sont revus et remaniés.
- tome II (1963) : composé de 50 feuilles partiellement numérotées, ce deuxième tome est paru fin 1963. Chaque exemplaire semble disposer d'un numéro unique à la dernière page.
- tome III (1966) : ce troisième et dernier tome a été réalisé sous la direction de Daniel Lehmuller (°1944 - †2011) de l'USAN et de Michel Louis (°1937 - †2001) de l'Association spéléologique de Haute-Marne (Saint-Dizier) en 1966. Il est sous-titré « Contribution à l'avancement du catalogue des cavités de Meurthe-et-Moselle » et se compose de 2 volumes : le premier, de 74 feuilles, correspond aux textes alors que le second contient les plans des cavités. Il est l'unique inventaire des grottes meurthe-et-mosellanes réalisé. Il a été réédité par le Comité départemental de spéléologie de Meurthe-et-Moselle au milieu des années 1970 dans un format A4.

##### Le programme (1981-1998)
Dès le redémarrage du club en 1981, l'USAN s'est mise à éditer une feuille de liaison d'une page écrite uniquement sur son recto et destinée aux membres. Ce document était réalisé par le secrétaire du club et portait le nom de « Programme ». Il contenait l'agenda des activités établi lors de la réunion mensuelle du club. Petit à petit des informations complémentaires sont apparues mais l'espace était très limité. Pendant quelques années ce document a été mis à disposition sur Minitel.

##### Usania (publication en cours depuis 1998)
À chaque assemblée générale du club, plusieurs documents disparates étaient distribués aux membres. La masse de documents devenant importante, Christophe Prévot, secrétaire du club, décida de les rassembler sous forme d'un bulletin qu'il appela Usania, l'annuaire de l'USAN pour l'assemblée générale de 1998. Il s'agit d'un annuaire au sens littéral du terme. De simple document factuel, Usania a été agrémenté de photographies, d'annexes fédérales, etc. Usania n'est pas déclaré au dépôt légal.

##### Le P'tit Usania (publication en cours depuis 1998)
Vers la fin des années 1990, la feuille de liaison « Le programme » a commencé à s'enrichir de diverses informations complémentaires. La simple feuille A4 devenant difficilement gérable par Christophe Prévot, le secrétaire du club, celui-ci décida alors de créer un bulletin d'information qui contiendrait non seulement le programme des activités, mais aussi les grilles tarifaires, des articles de fonds sur la spéléologie, des comptes rendus de sorties, etc. Le premier numéro de ce nouveau bulletin, Le P’tit Usania, apparaît en septembre 1998 sous forme d'un « 4 pages A4 ». Il est déclaré au dépôt légal en préfecture de Nancy sous le numéro 1303 et dispose d'un  (ISSN 1292-5950).
Le P'tit Usania a été dirigé par son fondateur jusqu'en décembre 2007, puis pris en main par François Nus entre janvier 2008 et avril 2010. Depuis mai 2010, c'est de nouveau Christophe Prévot qui en assure la réalisation. Le bulletin est disponible dans la partie publication du site du club. Il est aussi diffusé en format Pdf par courriel à qui en fait la demande. À l'occasion du jubilé du club une table de tous les articles a été réalisée afin de les catégoriser et montrer l'importance des sujets évoqués. Cette table est disponible sur Internet.
Évolutions majeures du bulletin :
- no 3 (novembre 1998) : stabilisation du programme en dernière page
- no 33 (mai 2001) : apparition d'une double page centrale confidentielle exclue du dépôt légal et réservée aux membres
- no 44 (avril 2002) : première photographie publiée
- no 56 (avril 2003) : format exceptionnel de 6 pages A4
- no 57 (mai 2003) : apparition du sommaire en première page
- no 58 (juin 2003) : passage définitif au format 6 pages A4
- no 59 (juillet 2003) : numérotation des pages dans le pied de page
- no 96 (août 2006) : apparition du numéro du bulletin dans le pied de chaque page
- no 134 (octobre 2009) : tirage imprimé en couleur

#### Hors séries

##### USAN 61/91 Spéléodrome Nancy
Plaquette de 36 pages réalisée pour le trentenaire du club qui eut lieu les 30 novembre et 1er décembre 1991. La manifestation du trentenaire était axée sur l'inauguration du Spéléodrome de Nancy que l'USAN venait de réhabiliter. À cette occasion, le journal régional de FR3 Lorraine de 19h a été présenté en direct par Laurence Giroult depuis la base du puits de Clairlieu.

##### USAN 1961-2001
Plaquette de 36 pages réalisée pour le quarantenaire du club qui eut lieu le samedi 8 décembre 2001. Elle est disponible en téléchargement sur le site du club. La manifestation du quarantenaire comprenait essentiellement le 3e Festival lorrain de l'image souterraine à partir de 20 heures, ouvert au public, et suivi d'un repas réservé aux spéléologues.

##### USAN 1961-2011: 50 ans!
Plaquette de 60 pages réalisée pour le cinquantenaire du club qui eut lieu les 26-27 novembre 2011 au fort Pélissier à Pont-Saint-Vincent (54). La manifestation comprenait des visites de lieux importants pour la spéléologie usanienne (grottes de Pierre-la-Treiche, Spéléodrome de Nancy, deuilles du Toulois), des conférences, des projections en relief, etc. La majeure partie des informations de cette page sont issues de cette plaquette.

### Quelques travaux marquants
L'USAN a publié les résultats de ses travaux dans la revue nationale Spelunca, le bulletin de la commission fédérale de plongée Info-Plongée, le bulletin régional Spéléo L et dans les bulletins du club, Travaux et recherches spéléologiques, Usania et Le P'tit Usania.
Précurseur de la spéléologie dans le Toulois, Christian Chambosse (°1914 - †2004) a été nommé membre d'honneur de l'USAN en 1991. Ce spéléologue a travaillé dans les années 1930 sur les grottes de Pierre-la-Treiche et on lui doit les découvertes de la grotte des Sept Salles, de la grotte des Puits et de la grotte des Excentriques.

#### Années 1960
Dès sa création, l'USAN travaille sur les grottes de Pierre-la-Treiche,, haut lieu de la spéléologie meurthe-et-mosellane. En l'absence d'inventaire des cavités de Meurthe-et-Moselle, l'USAN se lance alors dans son élaboration. Pour ce faire le club collabore avec l'Association spéléologique de la Haute-Marne (A.S.H.M.) de Saint-Dizier. Entre 1961 et 1965 ce sont 136 cavités qui sont explorées et topographiées pour être recensées dans un ouvrage qui paraît en 1966, le tome III du bulletin de l'USAN, Travaux et recherches spéléologiques. En parallèle, des études sur les populations de chauves-souris des grottes de la vallée de la Moselle sont menées.
Dans le même temps l'USAN s'implique dans des expéditions à l'étranger, en particulier en Haut-Aragon (Pyrénées espagnoles),, de 1962 à 1967.

#### Années 1980
À la fin des années 1980, l'USAN rouvre la galerie artificielle dite de Hardeval qu'elle promeut centre d'entraînement, école de spéléologie et conservatoire du patrimoine. À cette occasion Daniel Prévot invente l'expression de Spéléodrome et baptise le site « Spéléodrome de Nancy ». L'USAN est également impliquée dans les expéditions lorraines en Argentine de 1987 et 1992 où les découvertes sont de première importance, et elle organise une expédition au Maroc en 1990.

#### Années 1990
Dans les années 1990, Jean-Marc Lebel (°1961 - †2001) et son équipe réalisent de nombreuses plongées de premières en siphons en Lorraine (siphon aval du trou du Fond de la Souche,,, source de la Rochotte à Pierre-la-Treiche, etc.) puis dans le Doubs (source de la Mittonnière à Ronchaux, siphon amont de la baume Sainte-Anne), en Haute-Saône (grotte de Fondremand, exsurgence de la Font de Baignes) et au-delà (Aube, Aude, Aveyron, Haute-Marne, Lot, etc.). L'USAN participe activement aux explorations de gouffres dans les Picos de Europa (Espagne) sous la houlette de Bernard Vidal, effectue de nouvelles découvertes fortuites sur le département, topographie la carrière souterraine du village de Savonnières-en-Perthois sous la direction de Daniel Prévot et poursuit les travaux dans les grottes de Pierre-la-Treiche ou dans le Doubs sous la direction de Martial Martin.

#### Années 2000
Depuis les années 2000, les travaux se poursuivent à Pierre-la-Treiche et à Savonnières-en-Perthois, mais aussi dans le gouffre Jean-Bernard (Samoëns, 73),, sous la direction de David Parrot. L'USAN est impliquée dans une expédition franco-belge en Indonésie en 2004 ainsi que dans les deux premières expéditions lorraines de canyonisme au Viêt Nam en 2007 et 2008 sous la houlette de Dominique Duchamp.

#### Années 2010
Depuis 2011, Bertrand Maujean travaille à améliorer les techniques de radiolocalisation inventées par Jean-Louis Amiard en 1988 avec son système Arcana,.
À partir de 2015 l'USAN sous la direction d'Olivier Gradot et Théo Prévot, reprennent les explorations et désobstructions à Pierre-la-Treiche : dans la grotte Sainte-Reine ils permettent de démonter des circulations tridimensionnelles et redécouvrent un trogloxène, Androniscus dentiger, qui n'avait pas été aperçu depuis 1959.
Chaque année en mai, depuis 2015, l'USAN fournit le matériel et l'encadrement à une action de découverte de l'hydrologie et de l'hydrogéologie du stage « École de terrain » des étudiants de 2e année de l'École nationale supérieure de géologie dans le domaine souterrain de Savonnières-en-Perthois, puis dans le karst de Trampot depuis 2022,.
Les 23-24 mai 2017 l'USAN assure la sécurité et le bon déroulement du défi spéléo de Marc Kopp, responsable départemental de la Ligue française contre la sclérose en plaques, dans une grande opération contre la sclérose en plaques,,,. Ce projet a conduit à la publication du livre, Au plus profond de nos forces - Un défi spéléo en partage en 2018, puis d'un film de Cécile Gueib de 26 minutes diffusé sur DVD à partir de mai 2019. À la suite de cette expérience l'USAN a organisé un stage régional autour de la pratique de la spéléologie par des personnes handicapées les 29-30 septembre 2018 à Nancy. Cette formation a été animée par Serge Fulcrand, conseiller technique national chargé du développement des activités, et Thierry Colombo, instructeur fédéral de canyonisme membre du groupe de travail « Spéléo et canyon pour tous ». Elle a réuni une quinzaine de spéléologues d'Aube, Marne, Meurthe-et-Moselle, Meuse et Moselle.

#### Années 2020
Depuis 2020 l'USAN reprend les études et explorations de l'Aroffe souterraine sous la houlette d'Olivier Gradot et Théo Prévot et mène un partenariat avec l'Institut polytechnique UniLaSalle de Beauvais pour les études scientifiques,,,.
Impulsé par Théo Prévot, l'USAN entreprend, à partir de mai 2021, des explorations et désobstructions systématiques dans le gouffre de Vauvougier (Malbrans, Doubs) ainsi que des escalades qui permettent d'ajouter plusieurs galeries au plan du gouffre,,.

### Membres d'honneur
- Christian Chambosse (°1914 - †2004)[71]
- Claude Chapuis[71]
- Marc Durand[71]
- Daniel Lehmuller (°1944 - †2011)[71]
- Daniel Prévot (°1940 - †2016)[72]

#### Personnalités
- Christian Chambosse (°1914 - †2004), membre d'honneur
- Bruno Condé (°1920 - †2004), président-fondateur
- Daniel Prévot (°1940 - †2016), membre fondateur, président de 1981 à 2016, membre d'honneur

#### Cavités
- Grotte du Chaos
- Grotte Jacqueline
- Grotte des Puits
- Grotte Sainte-Reine
- Grotte des Sept Salles
- Spéléodrome de Nancy